# 項城市
項城市（こうじょう-し）は中華人民共和国河南省周口市に位置する県級市。

## 行政区画
- 街道:花園街道、水寨街道、東方街道、蓮花街道、千仏閣街道、光武街道
- 鎮:南頓鎮、孫店鎮、李寨鎮、賈嶺鎮、高寺鎮、新橋鎮、付集鎮、官会鎮、丁集鎮、鄭郭鎮、秣陵鎮、王明口鎮、范集鎮、三店鎮、永豊鎮

## 人物
- 袁甲三
- 袁保恒
- 袁世凱